# Liga de Naciones de Voleibol Masculino de 2021
La Liga de Naciones de Voleibol Masculino de 2021 fue la tercera edición del torneo anual más importante de selecciones nacionales de voleibol masculino, el evento fue organizado por la Federación Internacional de Voleibol (FIVB) y contó con 16 equipos. La FIVB anunció que la ciudad de Rimini, Italia, sería la anfitriona de la Liga de Naciones 2021 en una burbuja sanitaria para garantizar que los atletas pudieran competir de manera segura y llevar voleibol en vivo a millones de fanáticos de todo el mundo.

## Equipos participantes
16 equipos calificaron para la competencia. 12 de ellos calificaron como equipos principales que no descienden. Otros 4 equipos fueron seleccionados como equipos invitados que podrán ser relegados del torneo. 
Eslovenia como ganador de la Challenger Cup 2019 reemplazó a Portugal para esta edición.
La FIVB anunció que Países Bajos reemplazaría a China, quien decidió retirar su equipo nacional masculino de la edición de este año de la VNL debido a limitaciones financieras y restricciones de viaje causadas por la pandemia de COVID-19.
|                     | AVC              | CEV                                          | NORCECA        | CSV              |
| ------------------- | ---------------- | -------------------------------------------- | -------------- | ---------------- |
| Equipos principales | China Japón Irán | Alemania Francia Italia Polonia Rusia Serbia | Estados Unidos | Argentina Brasil |
| Equipos desafiantes | Australia        | Bulgaria Países Bajos Eslovenia              | Canadá         |                  |

### Participaciones
| País           | Confederación | Designación       | Apariciones previas | Apariciones previas | Apariciones previas | Mejor resultado         |
| País           | Confederación | Designación       | Total               | Primera             | Última              | Mejor resultado         |
| -------------- | ------------- | ----------------- | ------------------- | ------------------- | ------------------- | ----------------------- |
| Argentina      | CSV           | Equipo Principal  | 2                   | 2018                | 2019                | 7.º lugar (2019)        |
| Australia      | AVC           | Equipo Desafiante | 2                   | 2018                | 2019                | 13.º lugar (2018, 2019) |
| Brasil         | CSV           | Equipo Principal  | 2                   | 2018                | 2019                | 4.º lugar (2018, 2019)  |
| Bulgaria       | CEV           | Equipo Desafiante | 2                   | 2018                | 2019                | 11.º lugar (2018)       |
| Canadá         | NORCECA       | Equipo Desafiante | 2                   | 2018                | 2019                | 7.º lugar (2018)        |
| China          | AVC           | Equipo Desafiante | 1                   | 2018                | 2019                | 15.º lugar (2018)       |
| Francia        | CEV           | Equipo Principal  | 2                   | 2018                | 2019                | Finalistas (2018)       |
| Alemania       | CEV           | Equipo Principal  | 2                   | 2018                | 2019                | 9.º lugar (2018)        |
| Irán           | AVC           | Equipo Principal  | 2                   | 2018                | 2019                | 5.º lugar (2019)        |
| Italia         | CEV           | Equipo Principal  | 2                   | 2018                | 2019                | 8.º lugar (2018,2019)   |
| Japón          | AVC           | Equipo Principal  | 2                   | 2018                | 2019                | 10.º lugar (2019)       |
| Países Bajos   | CEV           | Equipo Desafiante | 0                   | —                   | —                   | Primera aparición       |
| Polonia        | CEV           | Equipo Principal  | 2                   | 2018                | 2019                | 3.º lugar (2019)        |
| Rusia          | CEV           | Equipo Principal  | 2                   | 2018                | 2019                | Campeones (2018,2019)   |
| Serbia         | CEV           | Equipo Principal  | 2                   | 2018                | 2019                | 5.º lugar (2018)        |
| Eslovenia      | CEV           | Equipo Desafiante | 0                   | —                   | —                   | Primera aparición       |
| Estados Unidos | NORCECA       | Equipo Principal  | 2                   | 2018                | 2019                | Finalistas (2019)       |

## Ronda preliminar

### Posiciones
| Posición | Equipo         | Partidos | Partidos | Partidos | Pts | Sets | Sets | Sets  | Puntos | Puntos | Puntos |
| Posición | Equipo         | PJ       | PG       | PP       | Pts | SG   | SP   | Ratio | PG     | PP     | Ratio  |
| -------- | -------------- | -------- | -------- | -------- | --- | ---- | ---- | ----- | ------ | ------ | ------ |
| 1.º      | Brasil         | 15       | 13       | 2        | 38  | 39   | 12   | 3.250 | 1260   | 1102   | 1.143  |
| 2.º      | Polonia        | 15       | 12       | 3        | 37  | 39   | 11   | 3.545 | 1200   | 985    | 1.218  |
| 3.º      | Eslovenia      | 15       | 12       | 3        | 34  | 40   | 18   | 2.222 | 1342   | 1222   | 1.098  |
| 4.º      | Francia        | 15       | 11       | 4        | 34  | 41   | 22   | 1.864 | 1472   | 1382   | 1.065  |
| 5.º      | Rusia          | 15       | 11       | 4        | 34  | 39   | 21   | 1.857 | 1380   | 1293   | 1.067  |
| 6.º      | Serbia         | 15       | 10       | 5        | 28  | 35   | 27   | 1.296 | 1419   | 1341   | 1.058  |
| 7.º      | Estados Unidos | 15       | 8        | 7        | 24  | 29   | 24   | 1.208 | 1239   | 1159   | 1.069  |
| 8.º      | Canadá         | 15       | 7        | 8        | 21  | 27   | 26   | 1.038 | 1198   | 1170   | 1.024  |
| 9.º      | Argentina      | 15       | 7        | 8        | 20  | 23   | 29   | 0.793 | 1188   | 1222   | 0.972  |
| 10.º     | Italia         | 15       | 7        | 8        | 19  | 28   | 33   | 0.848 | 1335   | 1345   | 0.993  |
| 11.º     | Japón          | 15       | 7        | 8        | 19  | 25   | 31   | 0.806 | 1226   | 1266   | 0.968  |
| 12.º     | Irán           | 15       | 5        | 10       | 18  | 25   | 32   | 0.781 | 1286   | 1349   | 0.953  |
| 13.º     | Alemania       | 15       | 4        | 11       | 14  | 22   | 38   | 0.579 | 1255   | 1360   | 0.923  |
| 14.º     | Países Bajos   | 15       | 3        | 12       | 11  | 19   | 40   | 0.475 | 1214   | 1354   | 0.897  |
| 15.º     | Bulgaria       | 15       | 2        | 13       | 7   | 11   | 41   | 0.268 | 1037   | 1238   | 0.838  |
| 16.º     | Australia      | 15       | 1        | 14       | 2   | 7    | 44   | 0.159 | 980    | 1243   | 0.788  |

     - Clasificados a la ronda final.

Actualizado al 23-06-2021. Fuente: VNL

### Resultados

#### Semana 1
- Del 28 al 30 de mayo
- Sede:  Rimini Fiera
- Todos los horarios corresponden a la hora de Rimini, Italia ( UTC+02:00 )

| Fecha      | Hora  | Equipo 1       | Sets  | Equipo 2  | Set 1 | Set 2 | Set 3 | Set 4 | Set 5 | Total   |
| ---------- | ----- | -------------- | ----- | --------- | ----- | ----- | ----- | ----- | ----- | ------- |
| 28 de mayo | 10.00 | Francia        | 3 : 0 | Bulgaria  | 27-25 | 25-21 | 25-23 |       |       | 77-69   |
| 28 de mayo | 12.00 | Alemania       | 3 : 0 | Australia | 25-19 | 25-18 | 25-16 |       |       | 75-53   |
| 28 de mayo | 13.00 | Japón          | 0 : 3 | Irán      | 25-19 | 25-22 | 26-24 |       |       | 76-65   |
| 28 de mayo | 15.00 | Serbia         | 3 : 1 | Eslovenia | 22-25 | 25-18 | 36-34 | 25-18 |       | 108-95  |
| 28 de mayo | 16.00 | Países Bajos   | 1 : 3 | Rusia     | 19-25 | 22-25 | 25-18 | 20-25 |       | 86-93   |
| 28 de mayo | 18.00 | Estados Unidos | 3 : 0 | Canadá    | 25-17 | 26-24 | 25-20 |       |       | 76-61   |
| 28 de mayo | 19.30 | Polonia        | 3 : 0 | Italia    | 25-19 | 25-20 | 25-18 |       |       | 75-57   |
| 28 de mayo | 21.00 | Brasil         | 3 : 0 | Argentina | 31-29 | 26-24 | 25-16 |       |       | 82-69   |
| 29 de mayo | 10.00 | Alemania       | 2 : 3 | Francia   | 25-22 | 22-25 | 25-22 | 16-25 | 15-17 | 103-111 |
| 29 de mayo | 12.00 | Irán           | 1 : 3 | Rusia     | 17-25 | 25-20 | 20-25 | 17-25 |       | 79-95   |
| 29 de mayo | 13.00 | Países Bajos   | 2 : 3 | Japón     | 25-22 | 25-23 | 22-25 | 17-25 | 8-15  | 97-110  |
| 29 de mayo | 15.00 | Australia      | 0 : 3 | Bulgaria  | 21-25 | 20-25 | 20-25 |       |       | 61-75   |
| 29 de mayo | 16.00 | Polonia        | 3 : 1 | Serbia    | 26-24 | 25-19 | 21-25 | 25-15 |       | 97-83   |
| 29 de mayo | 18.00 | Italia         | 0 : 3 | Eslovenia | 23-25 | 19-25 | 15-25 |       |       | 57-75   |
| 29 de mayo | 19.00 | Argentina      | 0 : 3 | Canadá    | 17-25 | 21-25 | 17-25 |       |       | 55-75   |
| 29 de mayo | 21.00 | Estados Unidos | 0 : 3 | Brasil    | 22-25 | 23-25 | 19-25 |       |       | 64-75   |
| 30 de mayo | 10.00 | Australia      | 1 : 3 | Francia   | 26-28 | 25-20 | 14-25 | 23-25 |       | 88-98   |
| 30 de mayo | 12.00 | Países Bajos   | 0 : 3 | Irán      | 18-25 | 23-25 | 28-30 |       |       | 69-80   |
| 30 de mayo | 13.00 | Alemania       | 3 : 2 | Bulgaria  | 19-25 | 25-21 | 22-25 | 30-28 | 15-11 | 111-110 |
| 30 de mayo | 15.00 | Rusia          | 2 : 3 | Japón     | 26-28 | 28-26 | 25-20 | 21-25 | 14-16 | 114-115 |
| 30 de mayo | 16.00 | Estados Unidos | 3 : 1 | Argentina | 23-25 | 25-21 | 25-15 | 25-19 |       | 98-80   |
| 30 de mayo | 18.00 | Canadá         | 1 : 3 | Brasil    | 17-25 | 20-25 | 25-22 | 25-27 |       | 87-99   |
| 30 de mayo | 19.30 | Polonia        | 1 : 3 | Eslovenia | 22-25 | 25-23 | 19-25 | 23-25 |       | 89-98   |
| 30 de mayo | 21.00 | Serbia         | 3 : 1 | Italia    | 25-23 | 22-25 | 25-22 | 25-18 |       | 97-88   |

#### Semana 2
- Del 3 al 5 de junio

- Sede:  Rimini Fiera
- Todos los horarios corresponden a la hora de Rimini, Italia ( UTC+02:00 )

| Fecha      | Hora  | Equipo 1       | Sets  | Equipo 2       | Set 1   | Set 2 | Set 3 | Set 4  | Set 5 | Total   |
| ---------- | ----- | -------------- | ----- | -------------- | ------- | ----- | ----- | ------ | ----- | ------- |
| 3 de junio | 10.00 | Alemania       | 2 : 3 | Argentina      | 19-25   | 25-23 | 25-17 | 23-25  | 13-15 | 105-105 |
| 3 de junio | 12.00 | Irán           | 3 : 1 | Canadá         | 22--25' | 25-22 | 25-22 | 25-22  |       | 97-91   |
| 3 de junio | 13.00 | Japón          | 1 : 3 | Serbia         | 25-18   | 23-25 | 22-25 | 13-25  |       | 83-93   |
| 3 de junio | 15.00 | Brasil         | 0 : 3 | Francia        | 37-39   | 18-25 | 28-30 |        |       | 83-94   |
| 3 de junio | 16.00 | Países Bajos   | 0 : 3 | Eslovenia      | 18-25   | 15-25 | 18-25 |        |       | 51-75   |
| 3 de junio | 18.00 | Australia      | 0 : 3 | Polonia        | 16-25   | 10-25 | 12-25 |        |       | 38-75   |
| 3 de junio | 19.30 | Italia         | 3 : 2 | Bulgaria       | 25-19   | 20-25 | 25-13 | 23-25  | 15-12 | 108-94  |
| 3 de junio | 21.00 | Rusia          | 3 : 1 | Estados Unidos | 25-22   | 25-19 | 17-25 | 25-19  |       | 92-85   |
| 4 de junio | 10.00 | Argentina      | 0 : 3 | Eslovenia      | 19-25   | 22-25 | 18-25 |        |       | 59-75   |
| 4 de junio | 12.00 | Países Bajos   | 3 : 2 | Alemania       | 25-18   | 23-25 | 25-20 | 23-25  | 15-13 | 111-101 |
| 4 de junio | 13.00 | Brasil         | 3 :   | Japón          | 25-20   | 25-16 | 25-20 |        |       | 75-56   |
| 4 de junio | 15.00 | Serbia         | 3 : 2 | Francia        | 22-25   | 24-26 | 25-22 | 25-22  | 15-9  | 111-105 |
| 4 de junio | 16.00 | Irán           | 3 : 1 | Italia         | 26-24   | 29-27 | 21-25 | 25-22  |       | 101-98  |
| 4 de junio | 18.00 | Polonia        | 3 : 0 | Estados Unidos | 25-17   | 28-26 | 25-17 |        |       | 78-60   |
| 4 de junio | 19.30 | Rusia          | 3 : 0 | Australia      | 25-19   | 26-24 | 25-21 |        |       | 76-64   |
| 4 de junio | 21.00 | Canadá         | 3 : 0 | Bulgaria       | 28-26   | 25-23 | 25-16 |        |       | 78-65   |
| 5 de junio | 10.00 | Países Bajos   | 0 : 3 | Argentina      | 19-25   | 20-25 | 23-25 |        |       | 62-75   |
| 5 de junio | 12.00 | Eslovenia      | 1 : 3 | Alemania       | 25-19   | 20-25 | 21-25 | 20-'25 |       | 86-94   |
| 5 de junio | 13.00 | Francia        | 3 : 2 | Japón          | 21-25   | 25-22 | 24-26 | 25-21  | 15-11 | 110-105 |
| 5 de junio | 15.00 | Brasil         | 3 : 1 | Serbia         | 23-25   | 25-23 | 25-15 | 25-22  |       | 98-85   |
| 5 de junio | 16.00 | Rusia          | 1 : 3 | Polonia        | 25-21   | 19-25 | 19-25 | 14-25  |       | 77-96   |
| 5 de junio | 18.00 | Estados Unidos | 3 : 0 | Australia      | 25-23   | 25-20 | 25-17 |        |       | 75-60   |
| 5 de junio | 19.30 | Bulgaria       | 0 : 3 | Irán           | 20-25   | 31-33 | 22-25 |        |       | 73-83   |
| 5 de junio | 21.00 | Canadá         | 2 : 3 | Italia         | 19-25   | 21-25 | 25-21 | 28-26  | 11-15 | 104-112 |

#### Semana 3
- Del 9 al 11 de junio
- Sede:  Rimini Fiera
- Todos los horarios corresponden a la hora de Rimini, Italia ( UTC+02:00 )

| Fecha       | Hora  | Equipo 1       | Sets  | Equipo 2       | Set 1 | Set 2 | Set 3 | Set 4 | Set 5 | Total   |
| ----------- | ----- | -------------- | ----- | -------------- | ----- | ----- | ----- | ----- | ----- | ------- |
| 9 de junio  | 10.00 | Serbia         | 3 : 1 | Alemania       | 19-25 | 25-22 | 25-18 | 25-15 |       | 94-80   |
| 9 de junio  | 12.00 | Japón          | 3 : 1 | Australia      | 25-18 | 21-25 | 28-26 | 26-24 |       | 100-93  |
| 9 de junio  | 13.00 | Francia        | 3 : 1 | RUS}}          | 22-25 | 25-18 | 30-28 | 25-19 |       | 102-90  |
| 9 de junio  | 15.00 | Eslovenia      | 3 : 0 | Canadá         | 25-22 | 25-19 | 25-22 |       |       | 75-63   |
| 9 de junio  | 16.00 | Argentina      | 0 : 3 | Italia         | 28-30 | 21-25 | 20-25 |       |       | 69-80   |
| 9 de junio  | 18.00 | Irán           | 3 : 0 | Estados Unidos | 25-19 | 25-23 | 25-23 |       |       | 75-65   |
| 9 de junio  | 19.00 | Polonia        | 3 : 0 | Bulgaria       | 25-19 | 25-15 | 25-12 |       |       | 75-46   |
| 9 de junio  | 21.00 | Países Bajos   | 0 : 3 | Brasil         | 19-25 | 22-25 | 25-27 |       |       | 66-77   |
| 10 de junio | 10.00 | Serbia         | 3 : 1 | Alemania       | 19-25 | 25-22 | 25-18 | 25-15 |       | 94-80   |
| 10 de junio | 12.00 | Japón          | 3 : 1 | Australia      | 25-18 | 21-25 | 28-26 | 26-24 |       | 100-93  |
| 10 de junio | 13.00 | Francia        | 3 : 1 | Rusia          | 22-25 | 25-18 | 30-28 | 25-19 |       | 102-90  |
| 10 de junio | 15.00 | Eslovenia      | 3 : 0 | Canadá         | 25-22 | 25-19 | 25-22 |       |       | 75-63   |
| 10 de junio | 16.00 | Argentina      | 0 : 3 | Italia         | 28-30 | 21-25 | 20-25 |       |       | 69-80   |
| 10 de junio | 18.00 | Irán           | 3 : 0 | Estados Unidos | 25-19 | 25-23 | 25-23 |       |       | 75-35   |
| 10 de junio | 19.00 | Polonia        | 3 : 0 | Bulgaria       | 25-19 | 25-15 | 25-12 |       |       | 75-46   |
| 10 de junio | 21.00 | Países Bajos   | 0 : 3 | Brasil         | 19-25 | 22-25 | 25-27 |       |       | 66-77   |
| 11 de junio | 10.00 | Irán           | 2 : 3 | Alemania       | 25-23 | 20-25 | 19-25 | 25-19 | 13-15 | 102-107 |
| 11 de junio | 12.00 | Eslovenia      | 3 : 2 | Rusia          | 19-25 | 25-23 | 22-25 | 25-20 | 15-8  | 106-101 |
| 11 de junio | 13.00 | Japón          | 1 : 3 | Argentina      | 32-30 | 16-25 | 18-25 | 21-25 |       | 87-105  |
| 11 de junio | 15.00 | Países Bajos   | 2 : 3 | Bulgaria       | 18-25 | 25-18 | 25-17 | 22-25 | 13-15 | 103-100 |
| 11 de junio | 16.00 | Australia      | 0 : 3 | Italia         | 20-25 | 22-25 | 14-25 |       |       | 56-75   |
| 11 de junio | 18.00 | Estados Unidos | 1 : 3 | Serbia         | 23-25 | 17-25 | 25-19 | 25-27 |       | 90-96   |
| 11 de junio | 19.00 | Canadá         | 1 : 3 | Francia        | 25-20 | 21-25 | 22-25 | 17-25 |       | 85-95   |
| 11 de junio | 21.00 | Polonia        | 0 : 3 | Brasil         | 17-25 | 26-28 | 19-25 |       |       | 62-78   |

#### Semana 4
- Del 15 al 17 de junio
- Sede:  Rimini Fiera
- Todos los horarios corresponden a la hora de Rimini, Italia ( UTC+02:00 )

| Fecha       | Hora  | Equipo 1       | Sets  | Equipo 2       | Set 1 | Set 2 | Set 3 | Set 4 | Set 5 | Total   |
| ----------- | ----- | -------------- | ----- | -------------- | ----- | ----- | ----- | ----- | ----- | ------- |
| 15 de junio | 10.00 | Rusia          | 3 : 1 | Serbia         | 25-23 | 25-22 | 22-25 | 25-21 |       | 97-91   |
| 15 de junio | 12.00 | Irán           | 2 : 3 | Australia      | 23-25 | 22-25 | 25-23 | 25-18 | 12-15 | 107-106 |
| 15 de junio | 13.00 | Argentina      | 3 : 1 | Bulgaria       | 25-20 | 16-25 | 25-18 | 25-18 |       | 91-81   |
| 15 de junio | 15.00 | Japón          | 3 : 0 | Alemania       | 25-18 | 25-22 | 25-20 |       |       | 75-60   |
| 15 de junio | 16.00 | Italia         | 0 : 3 | Estados Unidos | 15-25 | 18-25 | 21-25 |       |       | 54-75   |
| 15 de junio | 18.00 | Canadá         | 0 : 3 | Polonia        | 22-25 | 23-25 | 19-25 |       |       | 64-75   |
| 15 de junio | 19.00 | Brasil         | 3 : 2 | Eslovenia      | 15-25 | 25-22 | 19-25 | 25-13 | 15-12 | 99-97   |
| 15 de junio | 21.00 | Países Bajos   | 3 : 2 | Francia        | 15-25 | 22-25 | 28-26 | 25-23 | 19-17 | 109-116 |
| 16 de junio | 10.00 | Argentina      | 1 : 3 | Rusia          | 19-25 | 23-25 | 25-21 | 19-25 |       | 86-96   |
| 16 de junio | 12.00 | Serbia         | 3 : 0 | Bulgaria       | 25-20 | 26-17 | 25-17 |       |       | 75-54   |
| 16 de junio | 13.30 | Eslovenia      | 3 : 1 | Australia      | 18-25 | 25-18 | 25-18 | 25-17 |       | 93-78   |
| 16 de junio | 15.00 | Japón          | 0 : 3 | Polonia        | 14-25 | 18-25 | 19-25 |       |       | 51-75   |
| 16 de junio | 16.30 | Países Bajos   | 1 : 3 | Italia         | 19-25 | 23-25 | 25-23 | 21-25 |       | 88-98   |
| 16 de junio | 18.00 | Canadá         | 3 : 0 | Alemania       | 25-17 | 26-24 | 25-21 |       |       | 76-62   |
| 16 de junio | 19.30 | Estados Unidos | 1 : 3 | Francia        | 23-25 | 25-22 | 29-31 | 22-25 |       | 99-103  |
| 16 de junio | 21.00 | Irán           | 1 : 3 | Brasil         | 19-25 | 25-23 | 19-25 | 21-25 |       | 84-98   |
| 17 de junio | 10.00 | Argentina      | 3 : 0 | Serbia         | 27-25 | 25-20 | 26-24 |       |       | 78-69   |
| 17 de junio | 12.00 | Bulgaria       | 0 : 3 | Rusia          | 17-25 | 22-25 | 17-25 |       |       | 56-75   |
| 17 de junio | 13.00 | Japón          | 0 : 3 | Canadá         | 22-25 | 23-25 | 18-25 |       |       | 63-75   |
| 17 de junio | 15.00 | Australia      | 0 : 3 | Brasil         | 17-25 | 22-25 | 12-25 |       |       | 51-75   |
| 17 de junio | 16.00 | Irán           | 1 : 3 | Eslovenia      | 25-14 | 20-25 | 19-25 | 30-32 |       | 94-96   |
| 17 de junio | 18.00 | Países Bajos   | 2 : 3 | Estados Unidos | 25-21 | 17-25 | 25-23 | 15-25 | 13-15 | 95-109  |
| 17 de junio | 19.30 | Francia        | 2 : 3 | Italia         | 19-25 | 25-22 | 20-25 | 25-21 | 12-15 | 101-108 |
| 17 de junio | 21.00 | Alemania       | 0 : 3 | Polonia        | 22-25 | 19-25 | 20-25 |       |       | 61-75   |

#### Semana 5
- Del 21 al 23 de junio

- Sede:  Rimini Fiera
- Todos los horarios corresponden a la hora de Rimini, Italia ( UTC+02:00 )

| Fecha       | Hora  | Equipo 1       | Sets  | Equipo 2       | Set 1 | Set 2 | Set 3 | Set 4 | Set 5 | Total   |
| ----------- | ----- | -------------- | ----- | -------------- | ----- | ----- | ----- | ----- | ----- | ------- |
| 21 de junio | 10.00 | Australia      | 1 : 3 | Serbia         | 16-25 | 13-25 | 25-19 | 15-25 |       | 69-94   |
| 21 de junio | 12.00 | Japón          | 3 : 0 | Bulgaria       | 25-23 | 25-18 | 25-14 |       |       | 75-55   |
| 21 de junio | 13.00 | Francia        | 3 : 0 | Irán           | 25-21 | 25-21 | 25-19 |       |       | 75-61   |
| 21 de junio | 15.00 | Canadá         | 3 : 0 | Países Bajos   | 25-16 | 25-16 | 25-19 |       |       | 75-51   |
| 21 de junio | 16.00 | Brasil         | 3 : 1 | Italia         | 25-19 | 32-30 | 22-25 | 25-20 |       | 104-94  |
| 21 de junio | 18.00 | Eslovenia      | 3 : 2 | Estados Unidos | 28-30 | 25-19 | 21-25 | 28-26 | 15-13 | 117-113 |
| 21 de junio | 19.00 | Polonia        | 3 : 0 | Argentina      | 25-21 | 25-22 | 25-18 |       |       | 75-61   |
| 21 de junio | 21.00 | Alemania       | 1 : 3 | Rusia          | 18-25 | 18-25 | 25-23 | 15-25 |       | 76-98   |
| 22 de junio | 10.00 | Canadá         | 3 : 0 | Australia      | 25-17 | 25-8  | 25-20 |       |       | 75-45   |
| 22 de junio | 12.00 | Serbia         | 3 : 2 | Países Bajos   | 25-21 | 21-25 | 25-18 | 21-25 | 17-15 | 109-104 |
| 22 de junio | 13.00 | Bulgaria       | 0 : 3 | Estados Unidos | 19-25 | 24-26 | 9-25  |       |       | 52-76   |
| 22 de junio | 15.00 | Irán           | 0 : 3 | Polonia        | 20-25 | 20-25 | 16-25 |       |       | 56-75   |
| 22 de junio | 16.00 | Japón          | 0 : 3 | Eslovenia      | 16-25 | 16-25 | 26-28 |       |       | 58-78   |
| 22 de junio | 18.00 | Francia        | 3 : 0 | Argentina      | 26-24 | 25-21 | 25-22 |       |       | 76-67   |
| 22 de junio | 19.30 | Brasil         | 3 : 0 | Alemania       | 25-21 | 25-21 | 25-23 |       |       | 75-65   |
| 22 de junio | 21.00 | Rusia          | 3 : 2 | Italia         | 25-21 | 16-25 | 25-17 | 19-25 | 15-12 | 100-100 |
| 23 de junio | 10.00 | Australia      | 0 : 3 | Países Bajos   | 23-25 | 19-25 | 19-25 |       |       | 61-75   |
| 23 de junio | 12.00 | Canadá         | 3 : 2 | Serbia         | 17-25 | 21-25 | 25-17 | 25-20 | 17-10 | 105-102 |
| 23 de junio | 13.00 | Estados Unidos | 3 : 0 | Japón          | 25-21 | 25-23 | 25-20 |       |       | 75-64   |
| 23 de junio | 15.00 | Francia        | 3 : 2 | Polonia        | 25-22 | 21-25 | 22-25 | 25-20 | 15-11 | 108-103 |
| 23 de junio | 16.00 | Irán           | 1 : 3 | Argentina      | 31-33 | 23-25 | 32-30 | 18-25 |       | 104-113 |
| 23 de junio | 18.00 | Eslovenia      | 3 : 0 | Bulgaria       | 25-23 | 25-16 | 25-18 |       | 7557  |         |
| 23 de junio | 19.30 | Italia         | 3 : 2 | Alemania       | 25-12 | 24-26 | 25-22 | 21-25 | 15-13 | 110-98  |
| 23 de junio | 21.00 | Brasil         | 0 : 3 | Rusia          | 21-25 | 26-28 | 20-25 |       |       | 67-78   |

## Ronda final
- Del 26 al 27 de junio
- Sede:  Rimini Fiera
- Todos los horarios corresponden a la hora de Rimini, Italia ( UTC+02:00 )

|  | Semifinales | Semifinales | Semifinales |         |        | Final         | Final         | Final         |  |
|  | 26 de junio | 26 de junio | 26 de junio |         |        | 27 de junio   | 27 de junio   | 27 de junio   |  |
|  |             |             |             |         |        |               |               |               |  |
|  |             |             |             |         |        |               |               |               |  |
|  | 1           | Brasil      | 3           |         |        |               |               |               |  |
|  | 1           | Brasil      | 3           |         |        |               |               |               |  |
|  | 4           | Francia     | 0           |         |        |               |               |               |  |
|  | 4           | Francia     | 0           |         | Brasil | Brasil        | 3             |               |  |
|  |             |             |             |         | Brasil | Brasil        | 3             |               |  |
|  |             |             | Polonia     | Polonia | 1      |               |               |               |  |
|  | 2           | Polonia     | Polonia     | Polonia | 1      | 3             |               |               |  |
|  | 2           | Polonia     |             |         |        | 3             |               |               |  |
|  | 3           | Eslovenia   | 0           |         |        | Tercer puesto | Tercer puesto | Tercer puesto |  |
|  | 3           | Eslovenia   | 0           |         |        | Tercer puesto | Tercer puesto | Tercer puesto |  |
|  |             |             |             |         |        |               |               |               |  |
|  |             |             |             |         |        | Francia       | Francia       | 3             |  |
|  |             |             |             |         |        | Francia       | Francia       | 3             |  |
|  |             |             |             |         |        | Eslovenia     | Eslovenia     | 0             |  |
|  |             |             |             |         |        | Eslovenia     | Eslovenia     | 0             |  |
|  |             |             |             |         |        |               |               |               |  |

### Semifinales
| Fecha       | Hora  | Equipo 1 | Sets  | Equipo 2  | Set 1 | Set 2 | Set 3 | Set 4 | Set 5 | Total |
| ----------- | ----- | -------- | ----- | --------- | ----- | ----- | ----- | ----- | ----- | ----- |
| 26 de junio | 11:30 | Brasil   | 3 : 0 | Francia   | 25-20 | 25-18 | 25-19 |       |       | 75-57 |
| 26 de junio | 15:00 | Polonia  | 3 : 0 | Eslovenia | 25-22 | 25-21 | 25-23 |       |       | 75-66 |

### Tercer puesto
| Fecha       | Hora  | Equipo 1 | Sets  | Equipo 2  | Set 1 | Set 2 | Set 3 | Set 4 | Set 5 | Total |
| ----------- | ----- | -------- | ----- | --------- | ----- | ----- | ----- | ----- | ----- | ----- |
| 27 de junio | 11:30 | Francia  | 3 : 0 | Eslovenia | 25-20 | 25-18 | 25-19 |       |       | 75-57 |

### Final
| Fecha       | Hora  | Equipo 1 | Sets  | Equipo 2 | Set 1 | Set 2 | Set 3 | Set 4 | Set 5 | Total |
| ----------- | ----- | -------- | ----- | -------- | ----- | ----- | ----- | ----- | ----- | ----- |
| 27 de junio | 15:00 | Brasil   | 3 : 1 | Polonia  | 22-25 | 25-23 | 25-16 | 25-14 |       | 97-78 |

## Posiciones finales
| Pos.              | Equipo         |
| ----------------- | -------------- |
| Medalla de oro    | Brasil         |
| Medalla de plata  | Polonia        |
| Medalla de bronce | Francia        |
| 4                 | Eslovenia      |
| 5                 | Rusia          |
| 6                 | Serbia         |
| 7                 | Estados Unidos |
| 8                 | Canadá         |
| 9                 | Argentina      |
| 10                | Italia         |
| 11                | Japón          |
| 12                | Irán           |
| 13                | Alemania       |
| 14                | Países Bajos   |
| 15                | Bulgaria       |
| 16                | Australia      |

| \| \| \| \| \| Campeón Brasil[4] 1.er título \| Plantel: 1 Bruno Mossa de Rezende , 5 Maurício Borges Silva, 6 Fernando Gil Kreling, 8 Wallace de Souza, 9 Yoandy Leal Hidalgo, 10 Matheus Bispo dos Santos, 12 Isac Viana Santos, 13 Maurício Luiz de Souza, 14 Douglas Correia de Souza, 15 Maique Reis Nascimento, 17 Thales Gustavo Hoss, 18 Ricardo Lucarelli Souza, 19 Felipe Moreira Roque, 21 Alan Ferreira de Souza, 23 Flávio César Resende Gualberto Entrenador: Carlos Schwanke |
| |
| |
| Campeón Brasil 1.er título |

|                            |
|                            |
| Campeón Brasil 1.er título |

## Distinciones individuales
| Categoría                 | Ganadora                               |
| ------------------------- | -------------------------------------- |
| Jugador Más Valioso (MVP) | Wallace de Souza Bartosz Kurek         |
| Mejor colocador / armador | Fabian Drzyzga                         |
| Mejor atacante opuesto    | Wallace de Souza Bartosz Kurek         |
| Mejor punta / receptor    | Yoandy Leal Hidalgo Michał Kubiak      |
| Mejor central / medio     | Maurício Luiz de Souza Mateusz Bieniek |
| Mejor líbero              | Thales Gustavo Hoss                    |
| Mayor anotador            | Nimir Abdel-Aziz (264 pts)             |